# ديلما روسيف
ديلما فانا روسيف (بالبرتغالية: Dilma Vana Rousseff‏) (تلفظ برتغالي: ‎/ˈd(ʒ)iwmɐ ˈvɐ̃nɐ ʁuˈsɛfⁱ/‏ ولدت 14 ديسمبر 1947)، هي سياسية برازيلية ورئيسة البرازيل السادسة والثلاثين منذ الأول من يناير عام 2011 حتى 31 أغسطس 2016. وأول امرأة برازيلية في المنصب، وهي عضو في حزب العمال البرازيلي، سنة 2005 عينت كوزيرة لشؤون الرئاسة من قبل الرئيس لولا دا سيلفا، لتصبح أول امرأة تتولى ذلك المنصب. رشحت لرئاسة البرازيل في الانتخابات الرئاسية البرازيلية لعام 2010 وفازت بنسبة 58% من إجمالي الأصوات مقابل حصول منافسها مرشح الحزب الديمقراطي الاشتراكي البرازيلي المعارض جوزيه سيرا على نحو 44% من الأصوات في الجولة الثانية. وتسلمت المنصب رسميا في الأول من يناير 2011.
ديلما ابنة مهاجر بلغاري، ولدت في مدينة بيلو هوريزونتي البرازيلية، التحقت بصفوف أقصى اليسار وناضلت ضد سياسة القمع التي انتهجها الحكم الاستبدادي. أمضت ثلاث سنوات من حياتها في السجن واستعادت حريتها سنة 1972.
درست الاقتصاد وهي في حزب العمال وأيّدت التيار المعتدل فيه. عيّنها الرئيس دا سيلفا وزيرة الطاقة، وفي 2005 كلفها بتشكيل الحكومة بعد استقالة عدد من أصحاب الأسماء الكبرى بسبب فضيحة فساد هزّت البلاد. روسيف مطلقة مرتين وقد نجت من الموت بالسرطان.
واجهت حكومة ديلما روسيف احتجاجات واسعة في يونيو 2013، كان رفع أسعار تذاكر النقل العام شرارتها، وفي 20 يونيو نزل إلى الشوارع نحو 800 ألف متظاهر. في أول خطاب لها، وعدت ديلما روسيف بميثاق كبير لتحسين الخدمات العامة، ولاحقًا دعت إلى استفتاء شعبي لتشكيل جمعية تأسيسية لإجراء «إصلاح سياسي».
سنة 2014 أعيد انتخابها

## حياتها المبكرة

### الطفولة والشباب
ولدت ديلما فانا روسيف في بيلبو هوريزونت، ميناس جيرايس، في 14 ديسمبر عام 1947، لأبٍ بلغاري يعمل بالمحاماة والمقاولات يدعى بيدرو روسيف. ولد والدها في غابروفو، إمارة بلغاريا، وكان صديقا للشاعر البلغاري المرشح لجائزة نوبل وهو عضو ناشط في الحزب الشيوعي البلغاري في 1920، وهرب بيتار من الاضطهاد السياسي في بلغاريا في عام 1929 واستقر في فرنسا ووصل إلى البرازيل في عام1930.

### نشاطها السياسي
بدأ نشاطها السياسي تم توقيفها في يناير 1970 في ساو باولو وحكم عليها بالسجن ست سنوات، لكن تم الإفراج عنها في نهاية 1972. وفي بداية 1980 ساهمت في إعادة تأسيس الحزب الديموقراطي العمالي وهو حزب يساري شعبوي الذي كان يتزعمه ليونيل بريزولا، والتحقت بعده بحزب العمال سنة 1986.
سنة 2002 عينها لولا دي سيلفا وزيرة للمناجم والطاقة في حكومته واستمرت في المنصب حتى عام 2005، ثم وزيرة من العام 2005 حتى العام 2010. وترأست حينذاك مجلس إدارة عملاق النفط «بتروبراس».
رغم أنه لم يسبق لروسيف أن خاضت أي انتخابات في السابق وكانت هي شبه مجهولة بالنسبة للبرازيليين، قام لولا بتقديمها سنة 2009 كمرشحة لحزب «حزب العمال» اليساري. وفي الأول من يناير 2011 تسلمت الوشاح الرئاسي من لولا ذا سيلفا.

### الرئاسة
خلال أربع سنوات من دورتها الرئاسية، تابعت روسيف المعركة التي بدأها لولا لمكافحة التفاوت الاجتماعي في البرازيل، لكن اداءها خلّف خيبة أمل لدى بعض البرازيليين لا سيما في الشق الاقتصادي.

## حياتها الخاصة
تزوجت ديلما مرتين وهي الآن مطلقة. وهي ام لابنة تدعى باولا وأصبحت جدة لولد.

## روابط خارجية
- ديلما روسيف على موقع IMDb (الإنجليزية)
- ديلما روسيف على موقع الموسوعة البريطانية (الإنجليزية)
- ديلما روسيف على موقع مونزينجر (الألمانية)
- ديلما روسيف على موقع إن إن دي بي (الإنجليزية)
- ديلما روسيف على موقع قاعدة بيانات الفيلم (الإنجليزية)